# Corvera de Asturias

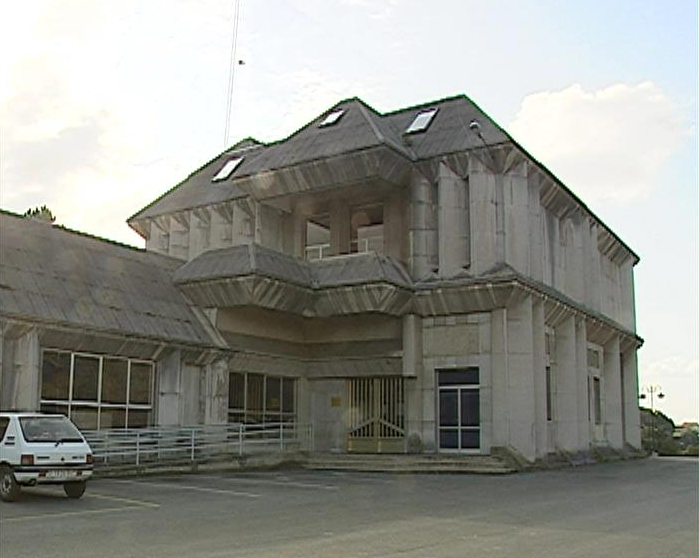
Gemeentehuis van Corvera de Asturias

Corvera de Asturias is een gemeente in de Spaanse provincie en regio Asturië met een oppervlakte van 46,01 km². Corvera de Asturias telt 15.968 inwoners (1 januari 2016).

## Demografische ontwikkeling
Bron: INE; 1857-2011: volkstellingen